# Сампейре
Сампѐйре (на италиански: Sampeyre; на окситански: San Peire; на пиемонтски: San Peire, Сан Пейре) е село и община в Северна Италия, провинция Кунео, регион Пиемонт. Разположено е на 998 m надморска височина. Населението на общината е 1098 души (към 2010 г.).